# Alain Pellegrini

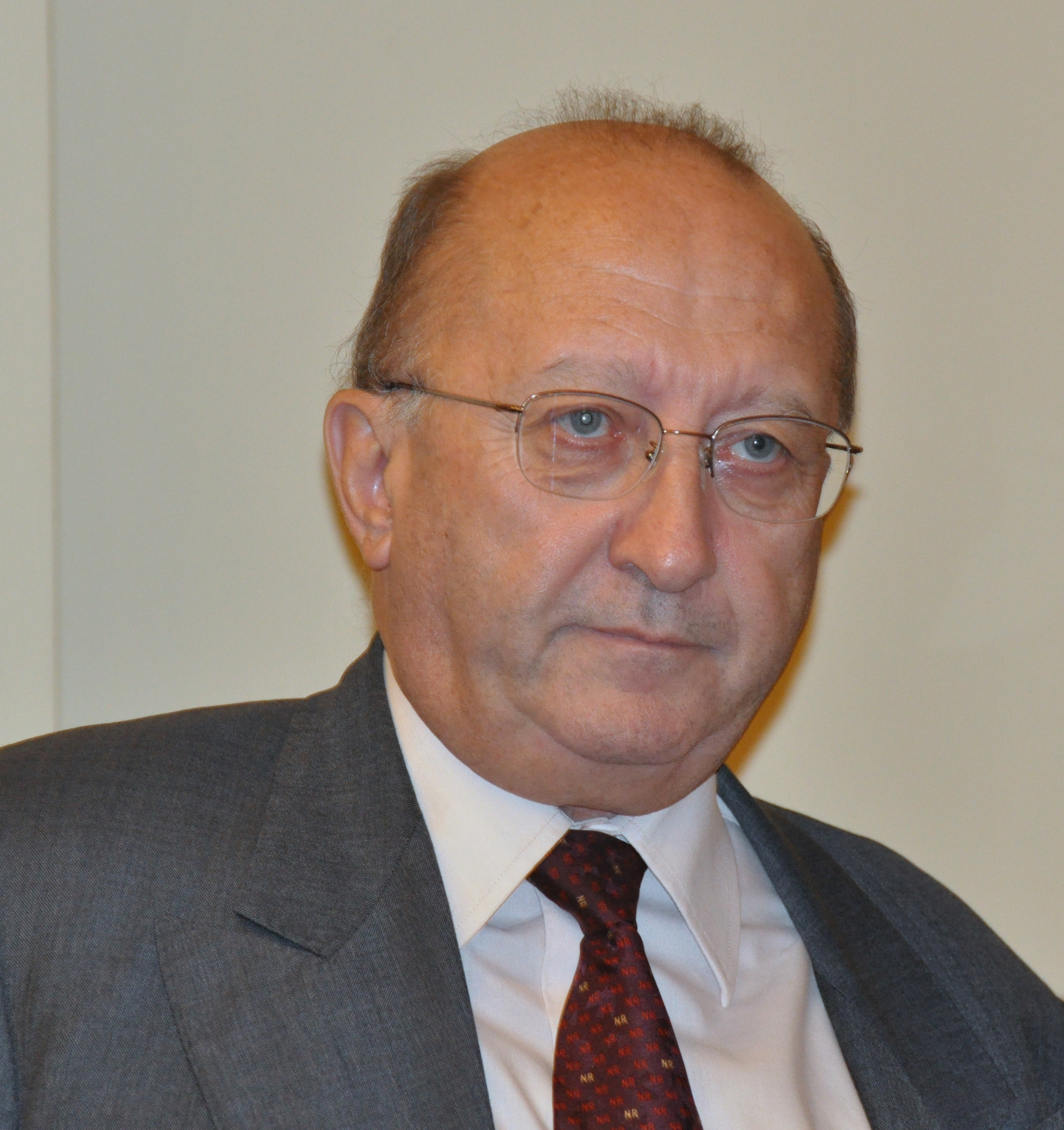
Alain Pellegrini (2011)

Alain Pellegrini (* 12. August 1946 in La Flèche) ist ein französischer Général de division und ehemaliger Kommandeur der United Nations Interim Force in Lebanon.
Er ist ein Absolvent der Militärschule Saint-Cyr. Pellegrini wurde in Afrika und im Nahen Osten eingesetzt und kommandierte dann das 21e Régiment d'Infanterie de Marine in Fréjus. Er dient auch als Berater des Verteidigungsministers von Benin und als Verteidigungs-Attaché an der französischen Botschaft in Beirut. Er war 1995 und 1996 an den UNPROFOR- und IFOR-Missionen beteiligt und wirkte an der Umsetzung des Dayton-Vertrages in Sarajevo und Mostar mit.
Im Jahre 2000 leitete er im Range eines Colonel die Afrika- und Nahostabteilung der Direction du Renseignement Militaire, der militärischen Aufklärung in Paris.
Vom Juli 2001 war Pellegrini Berater des Chef d’état-major des armées (CEMA, französischer Generalstabschef) für Afrika und den Nahen Osten.
Am 26. Januar 2004 übernahm er das Kommando der UNIFIL und löste General Lalit Mohan Tewari ab.
Am 2. Februar 2007 wurde Pellegrini durch den italienischen Generalmajor Claudio Graziano abgelöst.
| Personendaten    | Personendaten         |
| ---------------- | --------------------- |
| NAME             | Pellegrini, Alain     |
| KURZBESCHREIBUNG | französischer General |
| GEBURTSDATUM     | 12. August 1946       |
| GEBURTSORT       | La Flèche, Frankreich |